# Міжнародний договір
Міжнаро́дний до́говір — це письмова угода, що регулюється міжнародним правом, укладена між двома або декількома суб'єктами міжнародного права незалежно від того, міститься вона в одному документі, у двох або кількох пов'язаних між собою документах, а також незалежно від її конкретної назви (договір, угода, конвенція,  пакт, протокол тощо).
Міжнародний договір може бути складений у вигляді одного чи декількох документів (наприклад, обмін нотами).
Договір складається або на мовах усіх договірних сторін, або на одній чи декількох узгоджених між ними мовах. Договори, укладені в рамках міжнародних організацій, складаються на офіційних мовах цих організацій.
Міжнародні договори є одним з найважливіших джерел міжнародного права.